# 巴黎酒店
巴黎酒店（Paris Las Vegas）是位於美國內華達州拉斯維加斯賭城大道上的一間賭場酒店，由哈拉斯娛樂所持有及經營。顧名思義，酒店的主題為法國的首都巴黎，並建有模仿原比例一半(165米高)的艾菲爾鐵塔、凱旋門等建築，有如一個縮小的巴黎。建築群的前部則代表巴黎歌劇院。
拉斯維加斯單軌鐵路的站點位於巴黎酒店側的貝利酒店內。

## 歷史

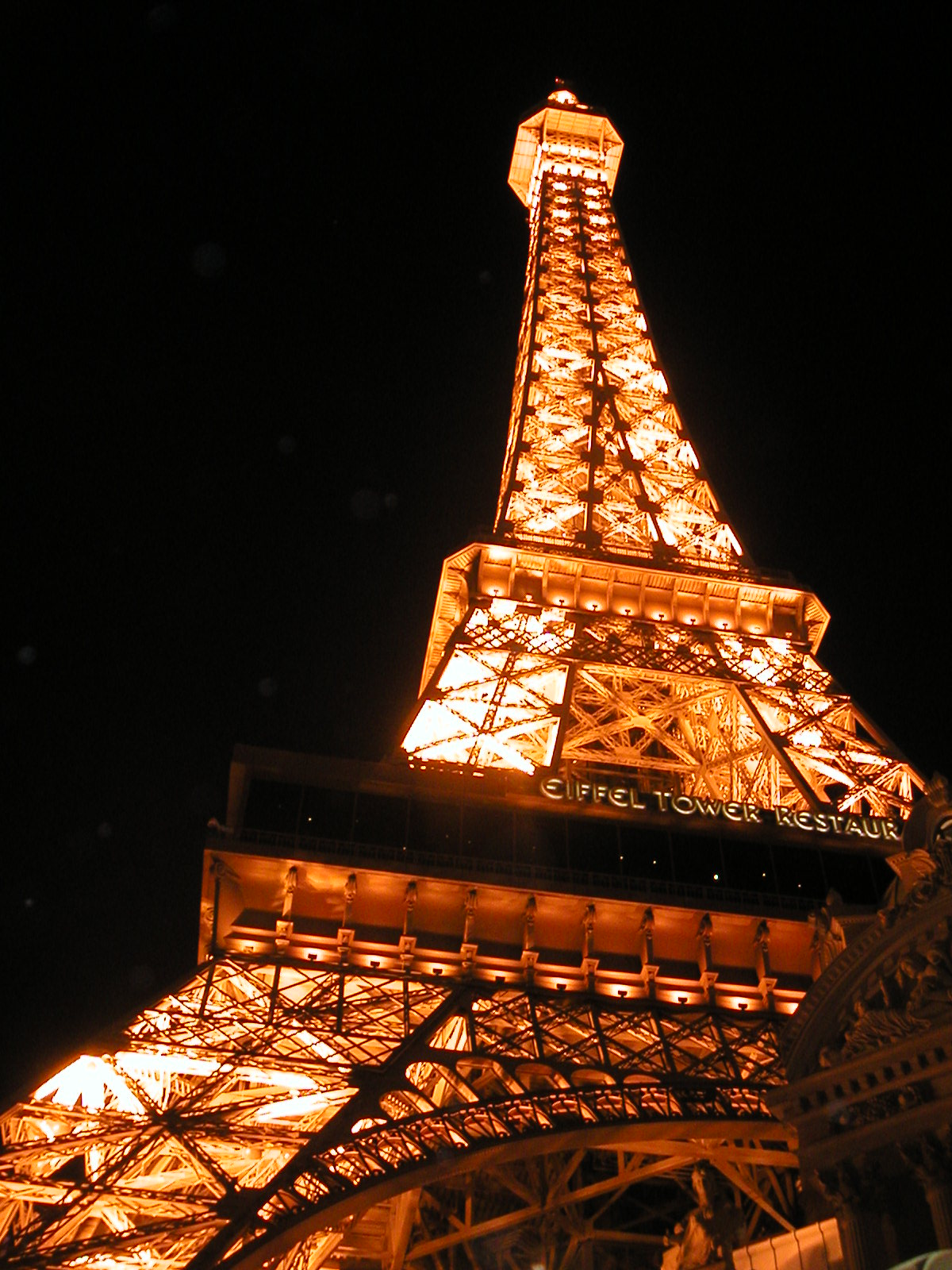
巴黎酒店的仿製鐵塔

酒店於1999年9月1日開幕，原先是由貝利酒店的持有集團貝利娛樂所倡建的。
及後，貝利娛樂於1996年被希爾頓酒店集團所收購，興建初期原打算命名為《芭黎絲·希爾頓酒店》，名字來源於集團主席希爾頓先生的女兒芭黎絲·希爾頓（Paris Hilton）。但後期經過一輪合併收購後，酒店落到凱撒娛樂的手中，遂把酒店名稱改為巴黎酒店（Paris Hotel & Casino Las Vegas）。
在開幕初期，酒店在美國各大傳媒刊登廣告，標榜其建築有如將巴黎複製，有如一個真正的城市一樣。
而建築仿製的艾菲爾鐵塔時，原先是打算以原本尺寸興建的。但由於機場的位置太過接近，故這項打算亦無奈告吹。
2005年，哈拉斯娛樂收購了凱撒娛樂，巴黎酒店成了哈拉斯娛樂旗下的一所賭場酒店。

## 圖片集

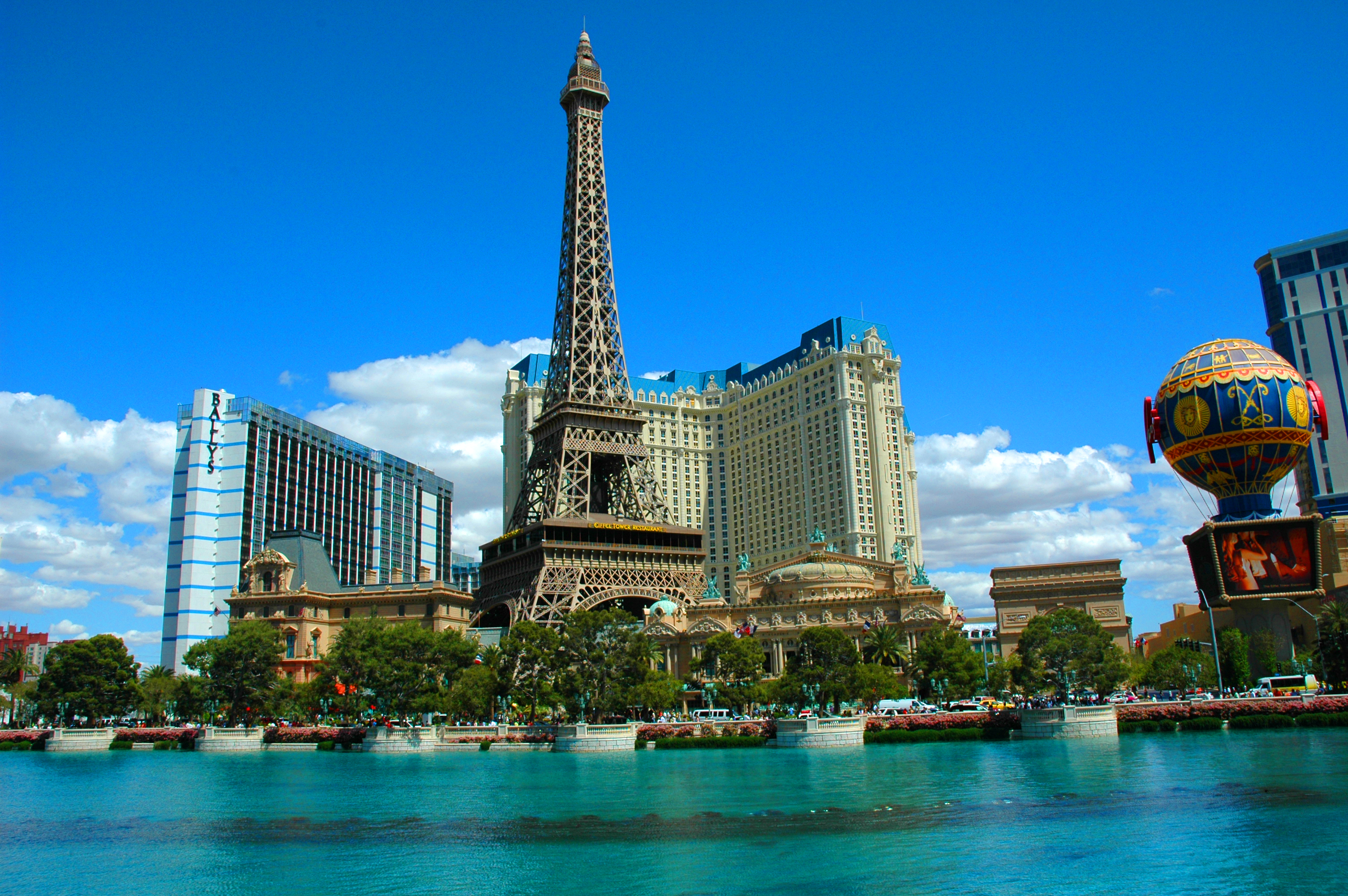
巴黎酒店（2006年攝）
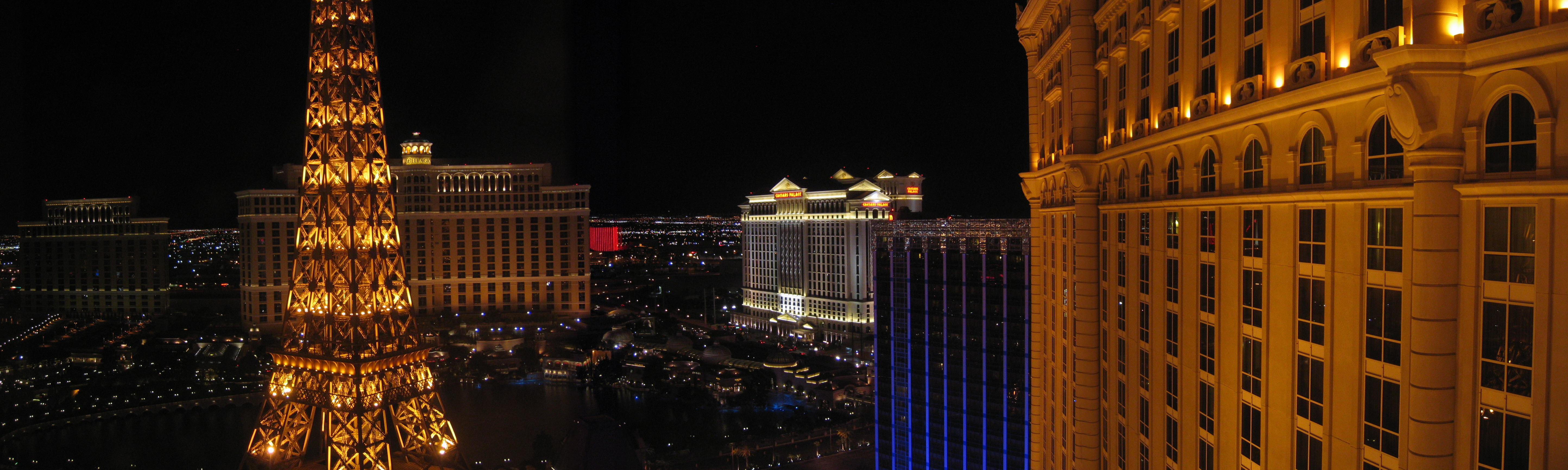
從巴黎酒店看到的拉斯維加斯全景，展示了貝拉吉奧噴泉，巴黎酒店的埃菲爾鐵塔和凱撒宮（2006年攝）
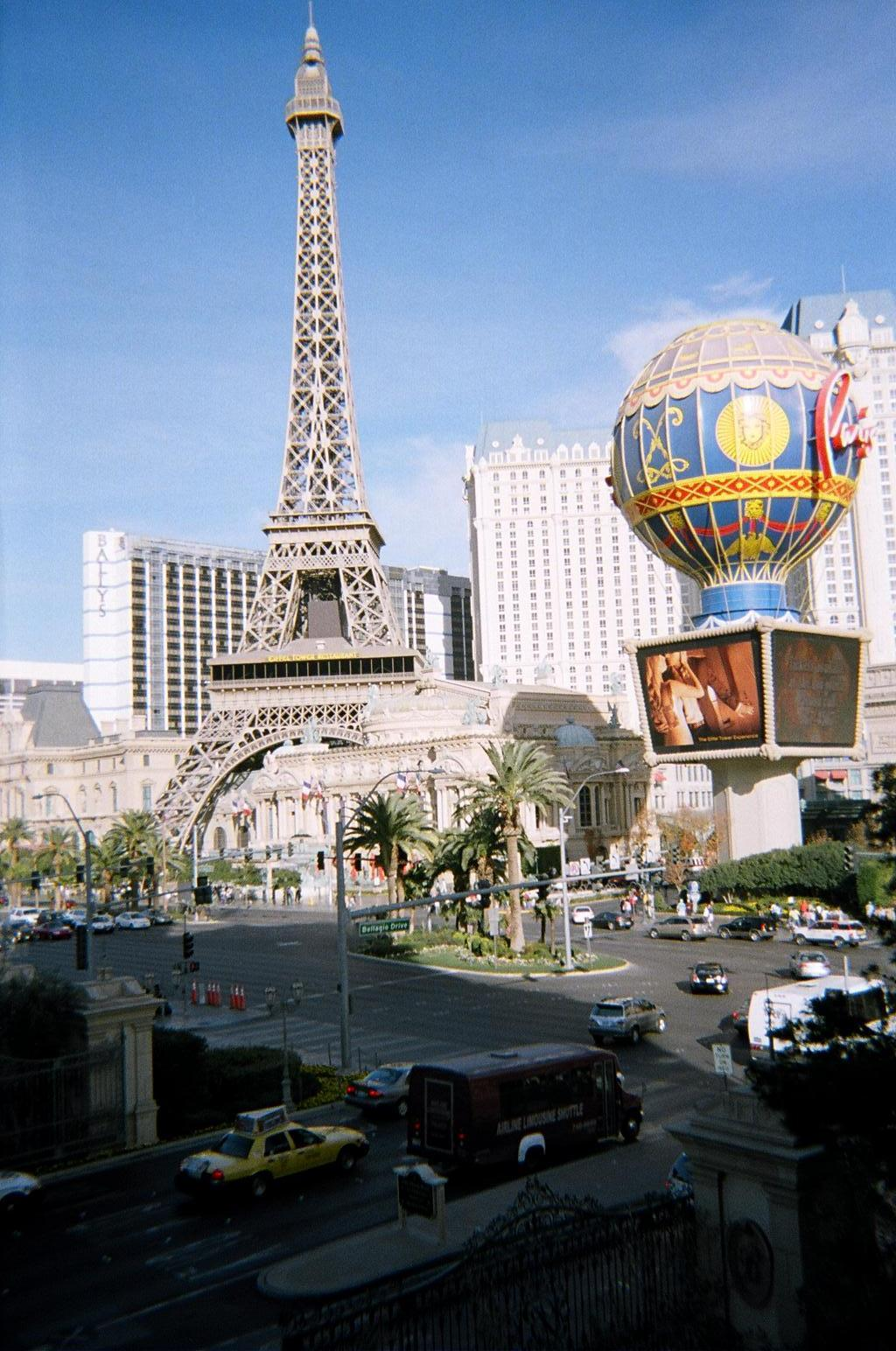
從拉斯維加斯大道望向巴黎酒店
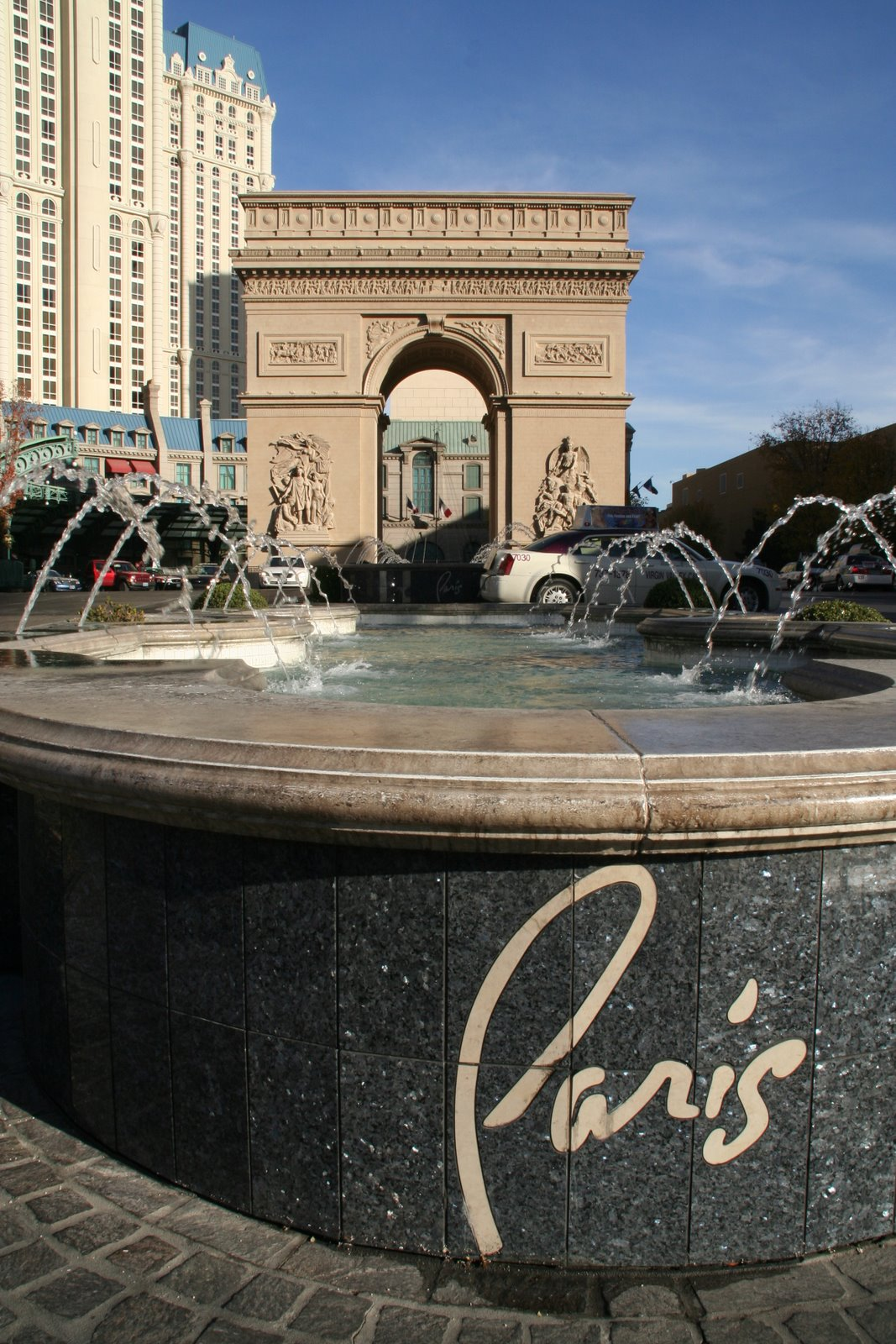
酒店門外的水池
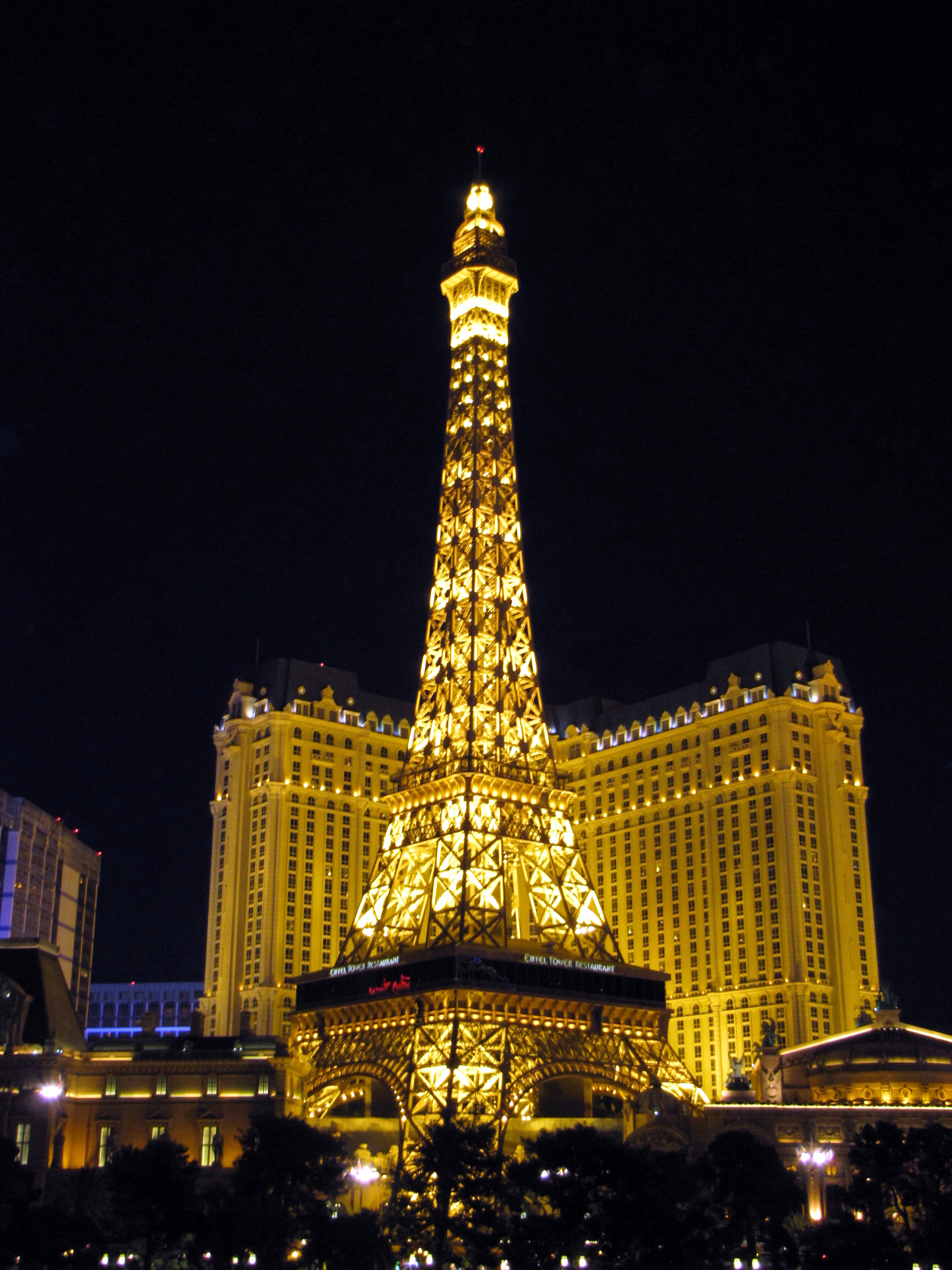
晚間的鐵塔（2009年攝）
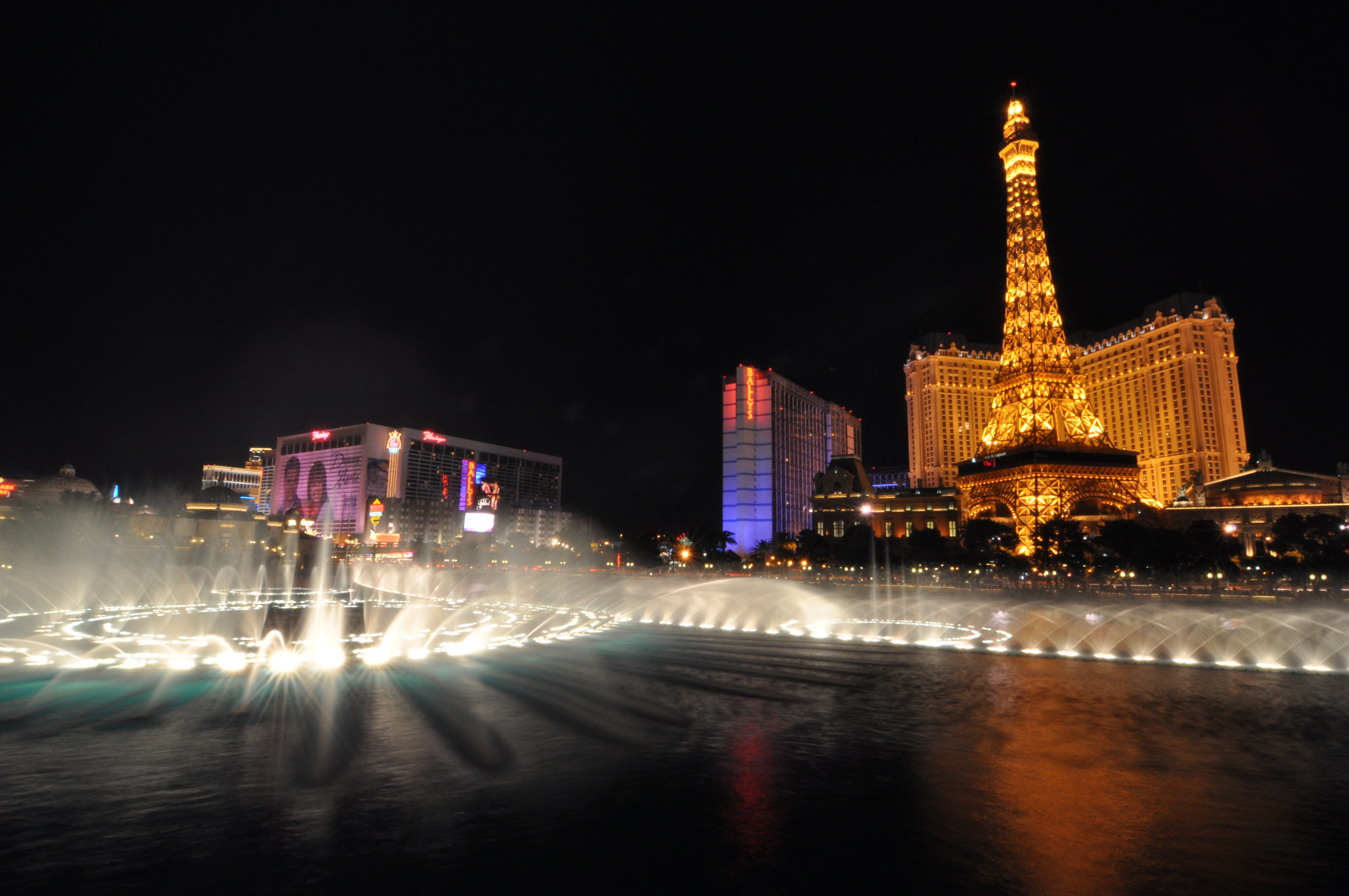
巴黎酒店及貝拉吉奧的噴泉表演（2010年攝）
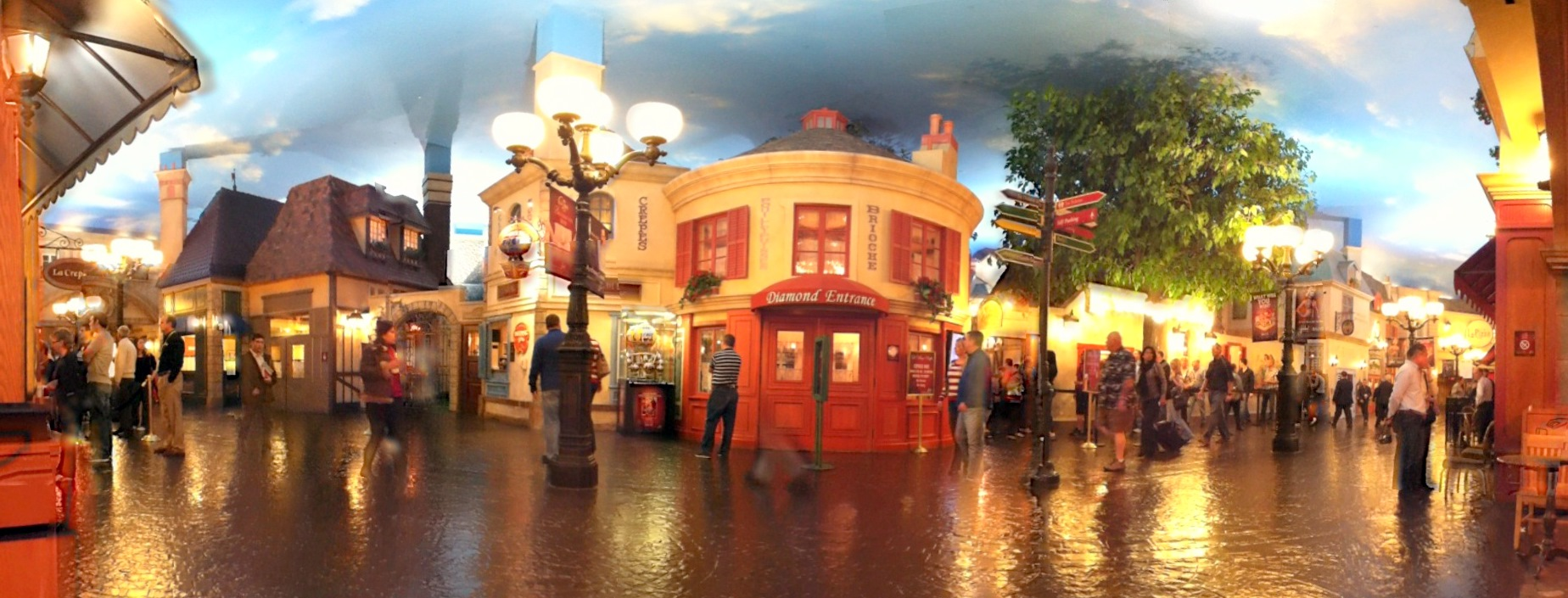
林蔭大道內景（2012年攝）
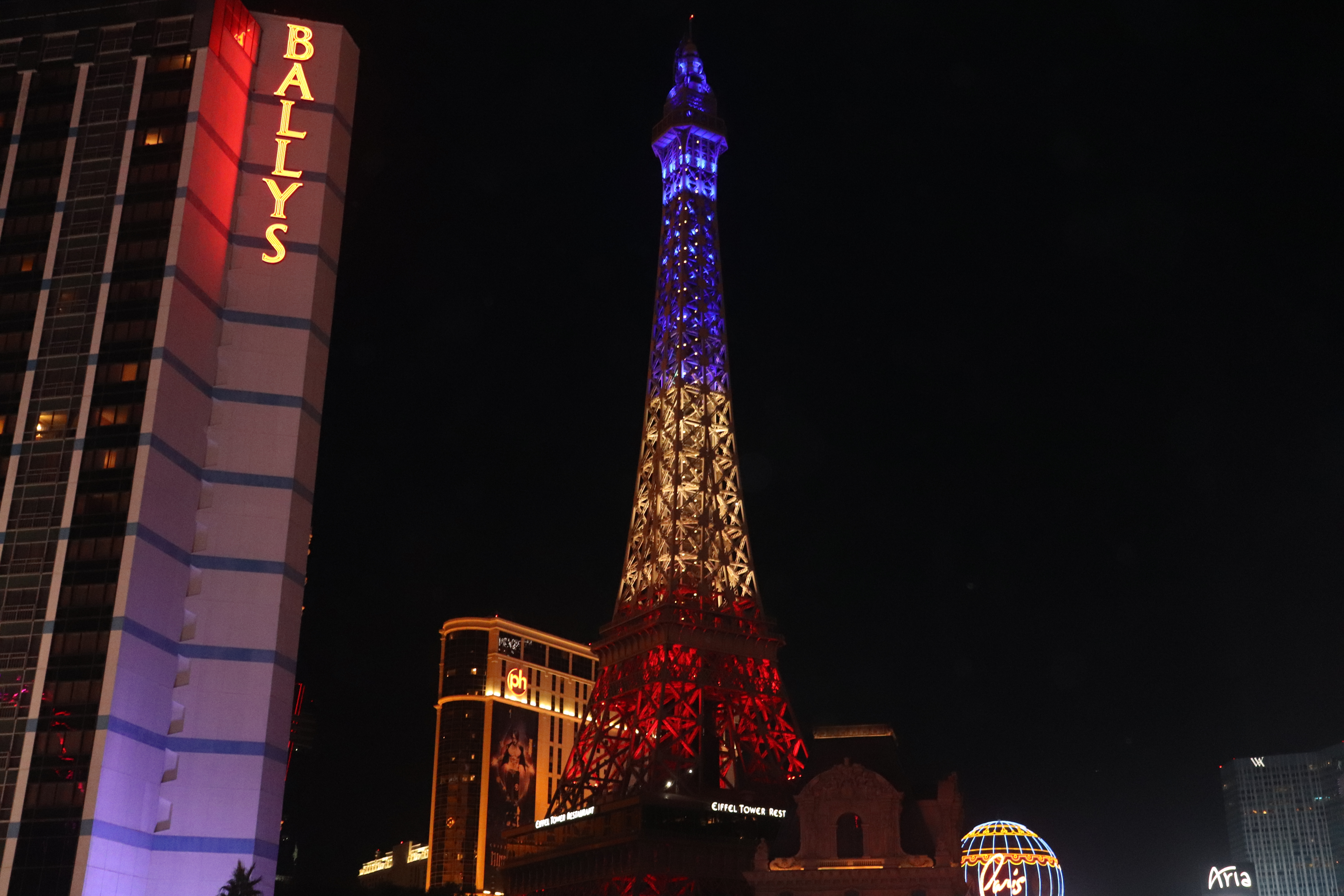
照上法國國旗色彩的鐵塔（2020年攝）

## 外部連結
- 巴黎酒店 （页面存档备份，存于）
- 哈拉斯娛樂 （页面存档备份，存于）